# Burg Freier Stein
Die Burg Freier Stein ist ein Burgstall in der Landstadt Hallenberg im Hochsauerlandkreis in Nordrhein-Westfalen.

## Lage
Die Reste der kleinen Gipfelburg liegen etwa einen Kilometer vom Dorf Liesen entfernt auf einem 576 m hohen Berg. 

## Beschreibung
Die Anlage ist etwa 30 × 45 m groß. Die Burg nahm eine Fläche von 0,3 Hektar ein. Das ovale Plateau war von einem Graben umgeben und zumindest im Nordwesten ist eine Ringmauer nachweisbar. Der ursprüngliche Zugang der Anlage ist nicht mehr nachvollziehbar. Bei Grabungen zu Beginn des 20. Jahrhunderts wurden Reste eines Kellers entdeckt. Nach Raubgrabungen wurden auch Mauern aus Bruchstein gefunden. 

## Geschichte
Die meisten Keramikfunde stammen aus dem 13. Jahrhundert. Die Anlage wurde wahrscheinlich im Rahmen der spätmittelalterlichen Wüstungsperiode aufgegeben. 
Klar zuordenbare schriftliche Quellen fehlen. Die Anlage diente wahrscheinlich zum Schutz der Straße zwischen Winterberg und Hallenberg. Geschichtlich nachweisbare Besitzrechte im Raum Hallenberg lassen die Vermutung zu, dass es sich bei der Burg auf dem Freien Stein um eine Landesburg der Kölner Erzbischöfe zur Grenzsicherung gehandelt haben könnte.